# Conseil du roi
Pour le titre honorifique conféré à certains avocats de pays du Commonwealth, voir Conseiller du roi (Commonwealth).
Le conseil du roi (ou de la reine le cas échéant), est une institution de gouvernement et d'administration existant dans la plupart des monarchies.

## Canada
Le Conseil privé du Roi pour le Canada (ou de la Reine) est composé des membres du Cabinet fédéral, des anciens ministres et d'autres personnalités.

## Danemark
Le Statsrådet (conseil d'État) danois est une institution de conseil du roi, au rôle aujourd'hui cérémoniel. Il rassemble le gouvernement, le roi et le prince héritier. C'est lors des séances de ce conseil que le roi signe les propositions de lois.

## Espagne
Il existe en Espagne depuis le Moyen Âge plusieurs conseils du roi (consejos reales en espagnol).

## France

### Antiquité
Chez les Gaulois, le roi était entouré d'un Conseil royal que Jules César appelle « Sénat » dans ses Commentaires sur la Guerre des Gaules. Un bâtiment en U mis au jour sur le site de Corent (Puy-de-Dôme) pourrait être les vestiges du Conseil royal des Arvernes, le site correspondant probablement à l'ancienne Nemossos, la capitale du royaume des Arvernes.

### Du Moyen Âge à la Révolution française
Le conseil du roi est une institution née au Moyen Âge par démembrement de la curia regis carolingienne. À l'origine il s'agissait du rassemblement autour de la personne du roi de proches conseillers l'assistant dans ses charges de gouvernement du royaume.
Il évolua à l'époque moderne en plusieurs sous-groupes spécialisés, mais le principe de son unicité ne fut jamais remis en cause. L'un de ces sous-groupes, le conseil d'en haut peut être considéré comme l'ancêtre de l'actuel conseil des ministres.

## Hongrie
Le conseil royal hongrois ou Conseil de Lieutenance (latin: consilium regium locumtenentiale Hungaricum ; Magyar Királyi Helytartótanács en hongrois) a existé de 1722 au Compromis austro-hongrois de 1867 à la suite duquel il se transforma en ministère de l'Intérieur.

## Royaume-Uni
Il existe au Royaume-Uni un conseil privé de gouvernement, appelé Privy Council.